# Kasimir Pochwalski

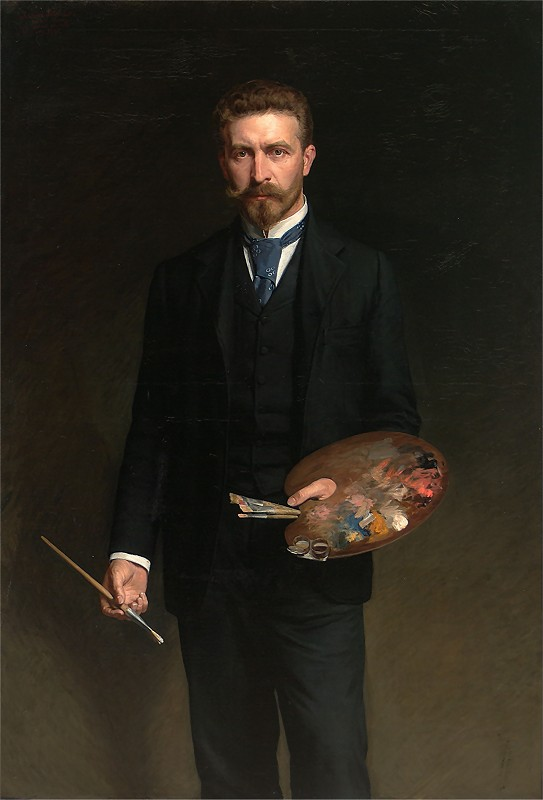
Selbstporträt, 1895

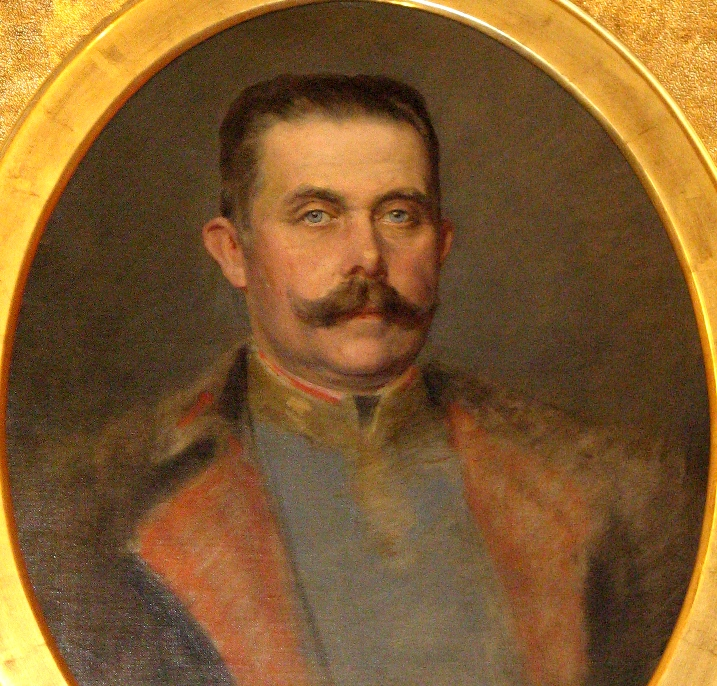
Porträt Erzherzog Franz-Ferdinand, 1914

Kasimir Pochwalski (* 25. Dezember 1855 in Krakau; † 7. September 1940 ebenda) war ein polnischer Bildnis-, Landschafts- und Genremaler.

## Leben und Werk
Pochwalski, studierte an der Krakauer Kunsthochschule unter Jan Matejko und an der Münchner Akademie bei Alexander Maximilian Seitz und Alexander von Wagner. Studienreisen führten ihn 1883 nach Paris, wo er besonders durch Léon Bonnat beeinflusst wurde; Italien (Rom), Griechenland, in die Türkei und nach Ägypten. Von 1893 bis 1918 war Pochwalski Professor für Historienmalerei an der Wiener Akademie. Mit seiner überraschenden Berufung verdrängte er den Maler Gustav Klimt, der ursprünglich für diese Position vorgesehen war. 
Nach dem Ersten Weltkrieg lebte und arbeitete Pochwalski in Krakau, wo er 1940 starb. Seine Werke befinden sich heute teilweise in österreichischen Museen, wie etwa dem Heeresgeschichtlichen Museum in Wien, hauptsächlich jedoch in polnischen, wie z. B. dem Nationalmuseum in Krakau oder dem Nationalmuseum in Warschau.

## Werke (Auszug)
- Porträt Franz Ferdinand von Österreich-Este, 1914. Öl auf Leinwand, Heeresgeschichtliches Museum, Wien.
- Selbstporträt, 1895, Öl auf Leinwand, 161 × 110 cm, Nationalmuseum Warschau